# ویداتالتیوو
ویداتالتیوو (به لاتین: Vidattaltivu) یک منطقهٔ مسکونی در سری‌لانکا است که در ناحیه منار واقع شده‌است.